# جوني سايمور
جوني سايمور (بالإنجليزية: Johnny Seymour)‏ هو مهندس أمريكي، ولد في 8 أكتوبر 1896، وتوفي في 27 فبراير 1958.